# Colón (stacja metra)
Colón – stacja metra w Madrycie, na linii 4. Znajduje się na granicy dzielnic  Chamberí i Centro, w Madrycie i zlokalizowana jest pomiędzy stacjami Serrano i Alonso Martínez. Została otwarta 23 marca 1944.